# متی لارسن
متی لارسن (به انگلیسی: Mattie Larson) ژیمناست زادهٔ ۲۰ مهٔ ۱۹۹۲ میلادی اهل کشور ایالات متحده آمریکا است.